# فابريزيو رونجيون
فابريزيو رونجيون (بالفرنسية: Fabrizio Rongione)‏ (و. 1973  م) هو ممثل كوميدي، وكاتب سيناريو، ومنتج أفلام، وممثل أفلام، ومخرج مسرحي، وممثل تلفزي بلجيكي، ولد في بروكسل.

## التعليم
تعلم في مدرسة فلوران ‏
.

## وصلات خارجية
- فابريزيو رونجيون على موقع IMDb (الإنجليزية)
- فابريزيو رونجيون على موقع قاعدة بيانات الأفلام العربية
- فابريزيو رونجيون على موقع ألو سيني (الفرنسية)
- فابريزيو رونجيون على موقع أول موفي (الإنجليزية)
- فابريزيو رونجيون على موقع قاعدة بيانات الأفلام السويدية (السويدية)
- فابريزيو رونجيون على موقع قاعدة بيانات الفيلم (الإنجليزية)
- فابريزيو رونجيون على موقع كينوبويسك (الروسية)